# ディナル・アルプス山脈

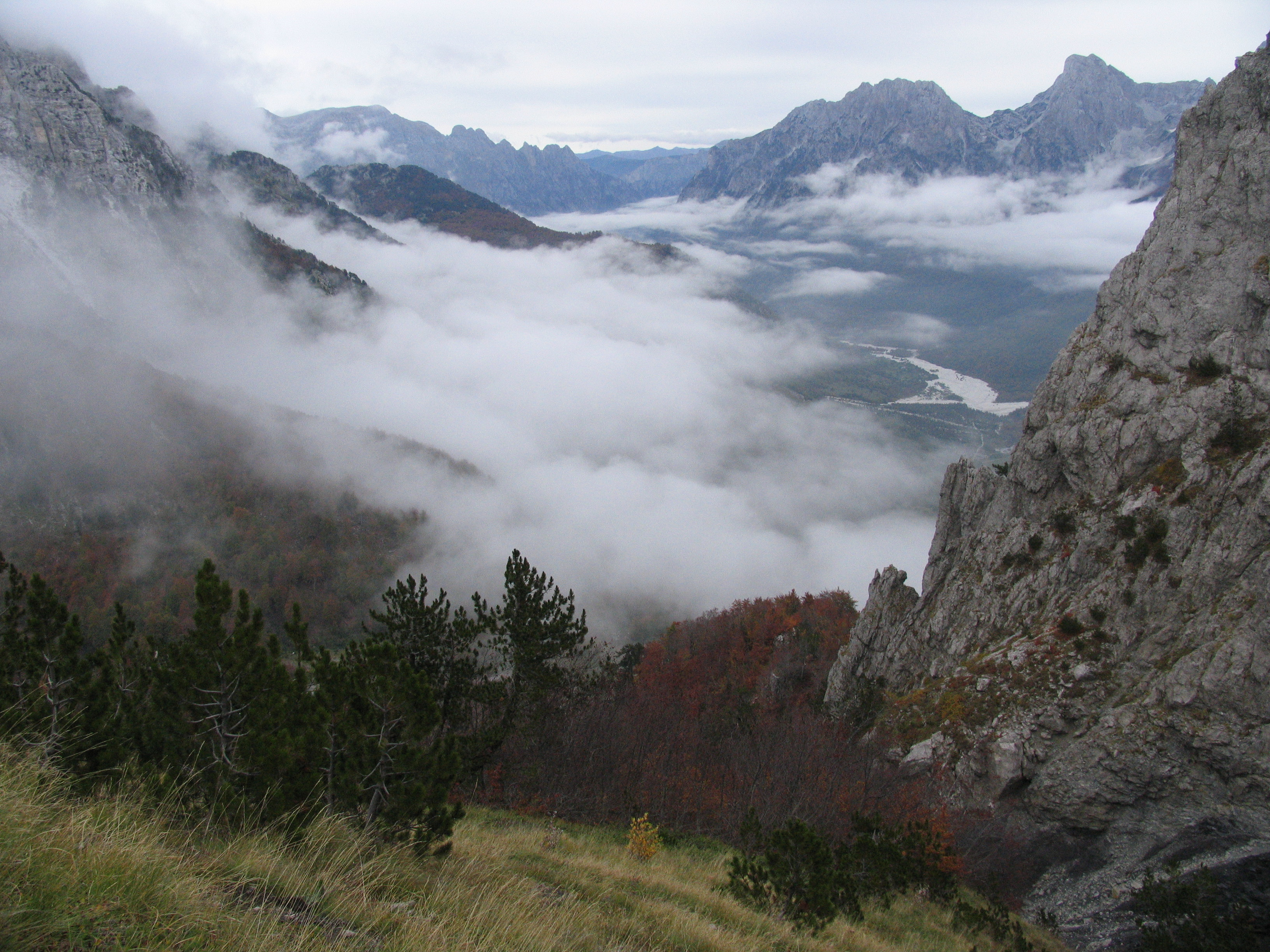
アルバニア北部、ヴァルボナ峠

ディナル・アルプス山脈（ディナル・アルプスさんみゃく、クロアチア語及びボスニア語: Dinarsko gorje/Dinaridi, アルバニア語: Alpet Dinaride, セルビア語: Динарске планине or Динариди/Dinarske planine or Dinaridi; スロベニア語: Dinarsko gorstvo; イタリア語: Alpi Dinariche）は、南ヨーロッパ、バルカン半島の山脈。北はスロベニア、クロアチア、ボスニア・ヘルツェゴビナ、セルビア、コソボ、モンテネグロ、マケドニア共和国まで伸びる。

## 概要
山脈はアドリア海沿岸に北西から南東へ645km伸びる。北西のジュリア・アルプス山脈からシャル＝コラプ山塊までは北から南へ直接延びる。最高峰は、北アルバニア、東モンテネグロの国境となっているマヤ・イェゼルツァ峰で、2692mである。
ディナル・アルプスは、カフカス山脈、アルプス山脈、スカンディナヴィア山脈に次いでヨーロッパで最も険しく広範囲に伸びる山脈である。山脈は大半が第2紀及び第3紀の白雲岩、石灰岩、砂岩からなる堆積岩で、一帯をかつて覆っていた海や湖によって集塊が形成された。5億年前から10億年前に起きたアルプス地殻運動の間、側面への巨大な圧迫で地層が折り重なり、北から東にかけての古く頑丈な陸塊周辺での大きな弧において、岩を衝上断層させた。
ディナル・アルプスでは、大体において平行な褶曲山脈から構成され、ジュリア・アルプスからドリン川の浸食により山岳地帯が削られている北アルバニアと盆地になっているコソヴォ一帯まで首飾りのように伸びている。コソヴォ以南ではシャル山地とコラブ山地がそびえ、山岳地帯は南下してギリシャのピンドス山脈とペロポネソス半島の山地、クレタ島、ロドス島、南トルコのトロス山脈まで続く。

## 地質

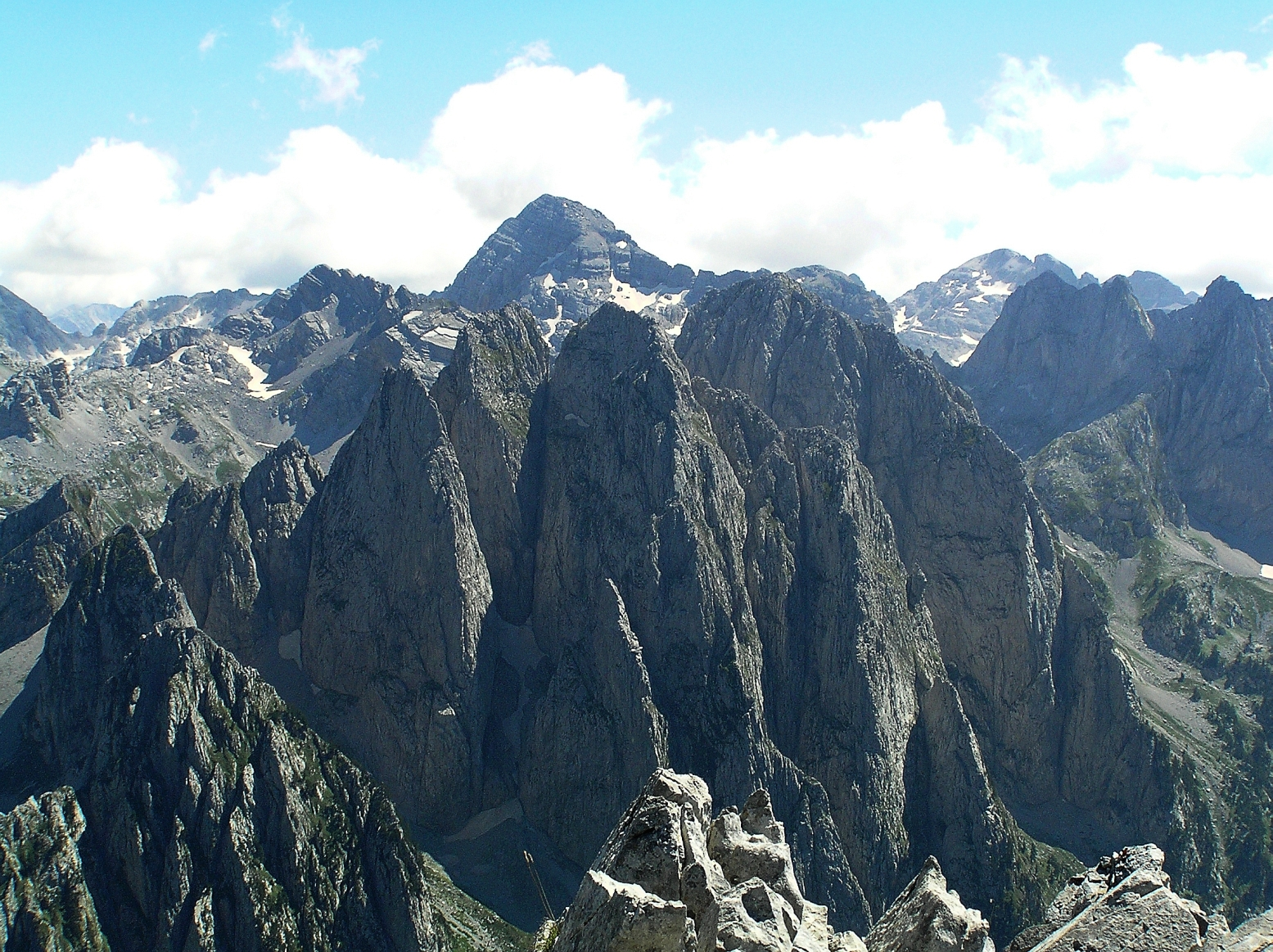
マヤ・イェゼルツァ峰

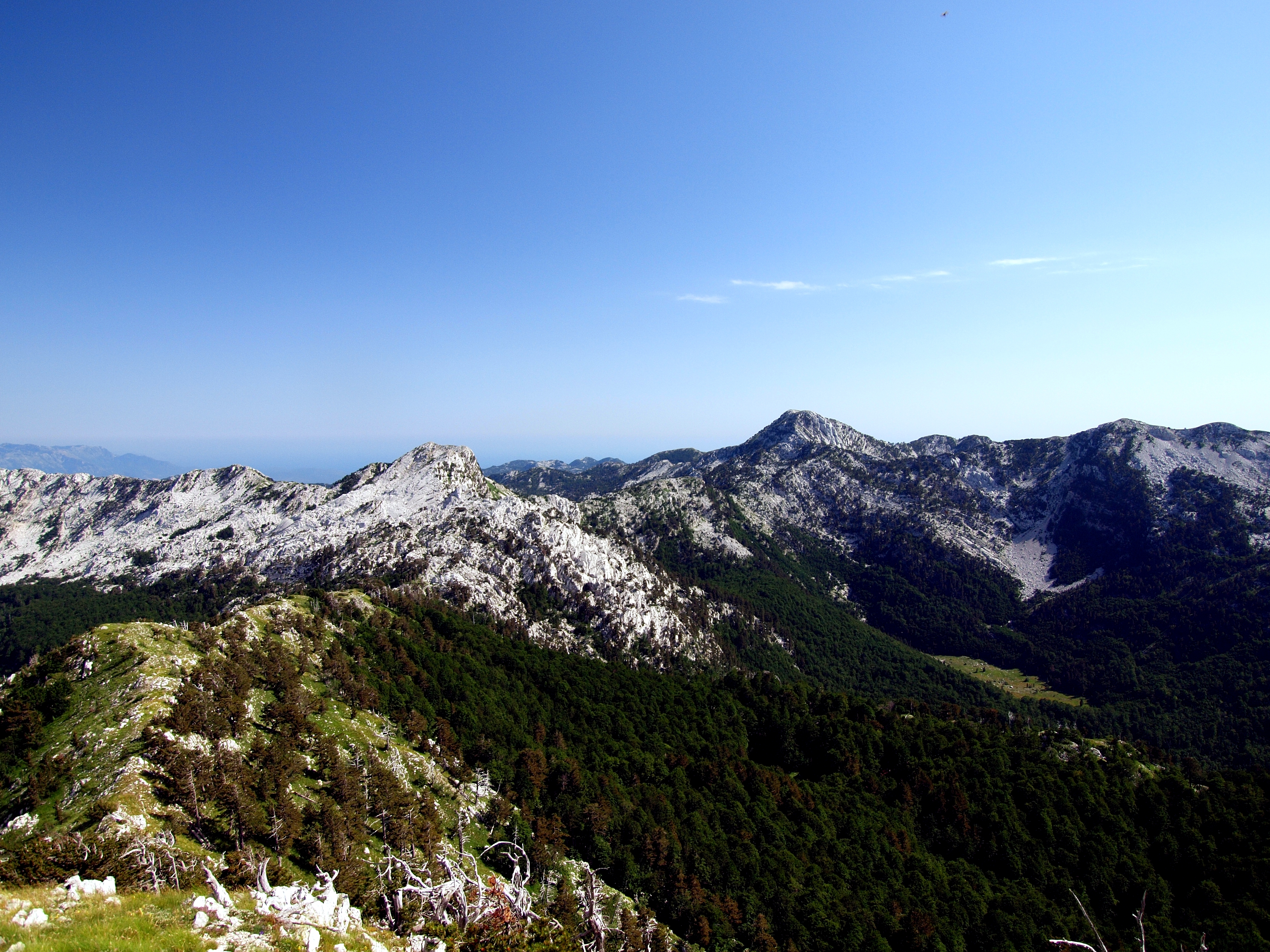
オリエン山

中生代の石灰岩がバルカン半島で非常に独特の形成をおこない、カルストとして知られる地形をつくった。第四紀の氷期が、比較的小さな地質学的影響をバルカン半島にもたらした。永久的な氷帽はなく、氷河作用のわずかな存在が広範囲にある。ドゥルミトル山、オリエン山、そしてプレニの高い頂上にだけ、氷河の谷と600m程度の低さのモレーンがあるだけである。しかし、北アルバニア国境での山並みがプロクレティエでは、主な氷河作用のためにディナル・アルプスでの全般的な地理傾向に逆らって東から西へ走っている。
ディナル・アルプスの現在の光景に大きな重要性を与える地形の一つは、さらに詳細に渡るとみなさなければならない。石灰岩質の山地は、しばしば断層作用を付随させる。これら作用は激しくそして浸食が遅く、時にはギザギザの急斜面として持続する。また至る所で急斜面の山峡と渓谷が、高い斜面を排水していく川によって裂かれる。
ヨーロッパで最も広い石灰岩質山地の一例は、ディナル・アルプスのカルストである。ここは手つかずで人口密度が低く、国中を旅する人なら幾度もカルスト独特の地形に遭遇する。石灰岩は多孔性岩で、また非常に堅く浸食に強い。科学的作用で石灰岩を溶かす水は最も重要な腐食性の力である。水が石灰岩の隙間を通って浸透し、亀裂と溝を開くと、かなりの深さになり、地下排水システムが全体的に拡大するほどである。以後の1千年間にこれらの作用でさらに深くなり、巨大な水のない洞窟、穴、洞穴を残し、水路とシャフトの地下迷宮をつくる。これらの洞窟の一部の天井は、大きな垂直な面の谷間をつくって再度表面を水にさらすことで、いつか落ちるかもしれない。ディナル・アルプス山中の川の多くの素晴らしい谷、例としてヴルバス川、ネレトヴァ川、タラ川、リム川は有名である。部分的に水中に沈んだ西ディナル・アルプスは、クロアチア沿岸に数あまたの島と天然港をつくった。 
ディナル・アルプスの谷沿いだけがカルストを横断して往来が可能であり、道路と鉄道のトンネルは険しい崖と急流がとどろく狭い岩棚の上を通過する。水源と川のいくつかはディナル・アルプスにあり、歴史あるディオクレティアヌス宮殿の水源となったヤドロ水源が含まれている。同時に、これらの岩の混じりけのなさは川が透明に透き通るほどである。土壌をつくる残りかすもほとんどない。ヤドロ川の水質調査では、例えば汚染物質レベルが低く出される。岩壁は植生が辛うじてある程度で、白さが目立つ。しかし、くぼみに集まったわずかな土壌が青々とした植生を助けるか、耕作可能な狭い土地を生み出す。

## 人類の活動
砦の遺跡が山地の光景に点在し、数世紀の戦争の証と避難所のあるディナル・アルプスは多様な軍事勢力へ場所を提供してきた。紀元前3世紀に東アドリア海沿岸を征服したイリュリア人は、バルカン半島征服を始めた古代ローマに反抗してディナル・アルプスへ隠れた。紀元前168年にローマはイリュリア全土を征服した。ディナル・アルプスは、紀元14年に完全に一帯が服従させられるまでイリュリア人抵抗勢力をかくまった。
山脈は今も人口密度が少ないままで、林業と鉱業がディナル・アルプスでの主要経済活動となっている。山に住む人々は世界有数の身長の高さを記録しており、17歳男性の平均身長は185.6cm、17歳女性の平均身長は171.0cmである。

## 峠
ディナル・アルプスの主な峠は以下のものである:
- ポストイナ門 (Postojnska vrata) 、スロベニア (606m)
- ヴラトニク峠 (Vratnik) 、クロアチア (850m)
- クニン門 (Kninska vrata) 、クロアチア (およそ700m)
- ヴガニ (Vaganj) 、クロアチア (1,137m)
- イヴァン＝サドレ (Ivan-SaddleまたはIvan-sedlo) 、ボスニア・ヘルツェゴビナ (967m)
- ツェメルノ (Cemerno) 、ボスニア・ヘルツェゴビナ (1,329m)
- ツルクヴィネ (Crkvine) 、モンテネグロ (1,045m)
- ツァコル (Cakor) 、モンテネグロ (1,849m)

## ディナル・アルプスの山
- マヤ・イェゼルツァ（英語版） - ディナル・アルプス最高峰
- ジェラヴィツァ（英語版）
- ビイェラ・ゴーラ（英語版）
- ビイェラシュニツァ山
- クヴルスニツァ（英語版）
- ディナラ（英語版）
- ドゥルミトル
- イグマン山
- ヤホリナ山
- カメシュニツァ（英語版）
- オリエン山（英語版）
- タラ山（英語版）
- トレベヴィチ山
- トレスカヴィツァ山
- ズラティボル（英語版）

次のクロアチア内の海岸山脈もディナル・アルプス山脈の支脈として扱われる場合が多い。
- ヴェレビト山脈
- ビオコヴォ山脈